# Francusko kolonijalno carstvo
Francusko carstvo označava Francusku s kolonijalnim posjedima, u raznim oblicima, od početka 17. stoljeća pa sve do 1960-tih godina. U 19. i 20. stoljeću francuski kolonijalni imperij je bio drugi po veličini u svijetu, iza Britanskog Imperija. Na svom vrhuncu, između dva svjetska rata (1919. i 1939.) francusko se kolonijalno carstvo prostiralo na preko 13 500 000 km2 površine što je zajedno s europskom Francuskom činilo oko 10 % svjetskoga teritorija.
Danas se ostaci tog kolonijalnog imperija nalaze na desecima tisuća otoka i arhipelaga u sjevernom Atlantiku, na Karibima, Indijskom oceanu, sjevernom i južnom Tihom oceanu, Antarktičkom oceanu i Južnoj Americi. Ukupna površina tih područja je 123 150 km² što čini samo 1% posjeda koje je Francuska imala prije početka 2. svjetskog rata. Na tim područjima živi oko 2 790 000 stanovnika.

## Početci kolonijalizma
Rana putovanja Giovannija da Verrazana i Jacquesa Cartiera početkom 16. stoljeća bili su početci francuske kolonijalne ekspanzije. No, španjolsko štićenje svojih kolonija u Americi i borbe između katolika i hugenota u Francuskoj onemogućili su bilo kakvo uspostavljanje francuskih kolonija. Pokušaji uspostavljanja kolonija u Brazilu (1555. Rio de Janeiro i 1612. San Luis) i na Floridi bili su neuspješni zbog toga što su Španjolska i Portugal štitili svoj monopol na tim područjima.
Prava povijest francuskog kolonijalizma počinje 27. srpnja 1605. osnivanjem Port Royala u koloniji Acadia u Sjevernoj Americi (današnje Nove Scotie u Kanadi). Tri godine poslije, 1608., Samuel de Champlain osniva Quebec koji će postati središtem ogromne kolonije zvane Nova Francuska (današnja Kanada).
Iako su, uz pomoć saveza s raznim domorodačkim plemenima, Francuzi uspjeli steći slabu vlast nad velikim dijelom Sjeverne Amerike, njihova vlast je uglavnom bila ograničena na dolinu rijeke St. Lawrence. Sve do 1663. (do dolaska Jeana Talona) francuske su se kolonije razvijale kao merkantilističke kolonije. Tek se njegovim dolaskom počinu razvijati kolonije slične britanskim. No,u Francuskoj nije bilo baš velikog interesa za kolonijalizam jer je glavni cilj bila dominacija u Europi. Tako je Nova Francuska bila daleko iza britanskih kolonija i po stanovništvu i po ekonomskom razvitku. Kolonija Acadia predana je Britancima 1713. mirom u Utrechtu (kraj Rata za španjolsko naslijeđe).
Francuski teritorij u Sjevernoj Americi se dodatno proširio 1699. godine osnivanjem Louisiane. Kako se francuski imperij u Sjevernoj Americi širio, Francuzi su počeli stvarati manji ali mnogo profitabilniji kolonijalni imperij na Karibima. Kolonizacija područja današnje Francuske Gvajane počela je 1624. godine, a 1627. osnovana je kolonija na otoku Sveti Kristofor. Godine 1635. osnovane su kolonije u Guadeloupeu i Martiniku, a 1650. na otoku Sveta Lucia. Plantaže hrane na tim kolonijama izgrađene su i održavane uz pomoć afričkih robova. Najvažnija kolonija na Karibima nastala je 1664. (Santo Domingo - današnji Haiti). Santo Domingo je u 18. stoljeću postao kolonija najbogatija šećerom na Karibima. 
Francusko kolonijalno širenje nije bilo ograničeno samo na Novi Svijet. Kolonije u Senegalu u zapadnoj Africi nastale su 1624. Također, Francuska je imala kolonije i u Aziji,pogotovo Indiji (Chandernagore-1673., Pondicherry-1674., Yanam-1723., i Karikal-1739.). Kolonije su osnivane i u Indijskom oceanu (Reunion-1664., Mauricijus-1718. i Sejšeli-1756.).

## Kolonijalni sukob s Velikom Britanijom (1744. – 1815.)
Sredinom 18. stoljeća počela je serija kolonijalnih sukoba između Francuske i Velike Britanije. Ti ratovi su bili: Rat za austrijsko naslijeđe (1744. – 1748.), Sedmogodišnji rat (1756. – 1763.), Američka revolucija (1778. – 1783.), Francuska revolucija (1793. – 1802.) i Napoleonski ratovi (1803. – 1815.). Rezultat tih ratova bilo je uništenje većine posjeda prvog francuskog kolonijalnog imperija. Francuska je zadržala samo Guadeloupe i Martinique na Karibima, Francusku Gvajanu na obali Južne Amerike, kolonije u Senegalu, Reunion u Indijskom oceanu i male posjede u Indiji.

## Drugi francuski kolonijalni imperij
Stvaranje druge francuske kolonijalne imperije počelo je 1830. godine, francuskom invazijom na Alžir, koji je u sljedećih 17 godina osvojen. U doba Napoleona III. pokušano je uvođenje protektorata u Meksiku, ali su Francuzi nakon američkog građanskog rata bili prisiljeni napustiti to područje. Napoleon III. je uspostavio francuski nadzor nad Cochin-Chinom (najjužnijim delom današnjeg Vijetnama) kao i protektorat nad Kambodžom. Tek nakon Francusko-pruskog rata (1870. – 1871.) Francuska je stekla većinu svojih novih kolonija. Iz Cochin-China 1884. i 1885. su krenuli u osvajanje Tonkina i Annama (u današnjem Vijetnamu). Ta dva nova područja su zajedno s Kambodžom i Cochin-Chinom činili Francusku Indokinu (kojoj je Laos dodan 1887.,a Kwang-Chou-Wan 1900.). Francuska je 1849. stvorila koloniju u Šangaju koja je trajala sve do 1946. Francuzi su širili svoj utjecaj i u sjevernoj Africi. Tako su 1881. uspostavili protektorat nad Tunisom. Postupno je francuski nadzor uspostavljen u većini zemalja sjeverne,zapadne i središnje Afrike (današnjoj Mauritaniji, Senegalu, Gvineji, Maliju, Obali Bjelokosti, Beninu, Nigeru, Čadu i Kongu). Maroko je potpao pod francuski protektorat 1911.
Francuzi su svoja zadnja kolonijalna osvajanja imali nakon prvog svjetskog rata, kada su osvojili teritorije bivšeg Osmanskog carstva (današnja Sirija i Libanon) kao i bivše njemačke kolonije Togo i Kamerun.

## Propast carstva
Francuski kolonijalni imperij počeo je propadati tijekom drugog svjetskog rata, kada su razni dijelovi njihovog imperija okupirani od strane drugih sila (Japan u Indokini, Britanija u Siriji i Libanonu, SAD i Britanija u Maroku i Alžiru i Njemačka u Tunisu). Iako su im te kolonije 1945. vraćene Francuzi su bili suočeni s pobunom protiv njihove vlasti u Indokini. Pobuna je završila 1954. francuskim porazom i povlačenjem. Odmah nakon tog poraza izbila je pobuna i u Alžiru. Dolazak na vlast Charlesa de Gaullea 1958. doveo je do samostalnosti Alžira 1962. godine. Većina ostalih francuskih kolonija u Africi je 1960. izborila samostalnost nakon lokalnih referenduma. No, neke su se države izjasnile da žele i dalje biti pod francuskom vlašću.
Nakon dobivanja samostalnosti, neke francuske bivše kolonije su nastavile sudjelovati u Francuskoj Uniji i kasnije u Francuskoj Zajednici zadržavajući određene kulturne, političke i ekonomske veze sa svojim bivšim kolonizatorima.

## Francuski zločini nad domorocima kolonija
Francuzi su 1832. godine opljačkali riznicu alžirskoga deya (osmanlijskog upravljača Alžira prije francuske okupacije 1830.) našavši čak 15 550 funti zlata od kojeg je najveći dio dovezen preko Sahare i 220 000 funte srebra. Prosječni je Alžirac 1870-ih imao pet kvintala žita godišnje, 1900. četiri, a 1940-ih malo više od dva. Na to je uvelike utjecao prirast pučanstva, ali i eksproprijacija žitorodnih polja u primorju na kojima su Francuzi sadili vinograde. Godine 1830. samo je 4 000 jutara bilo pod vinogradima, a 1950-ih čak 750 000! S gospodarskim slabljenjem išlo je i uskraćivanje političkih prava. Politika kulturnog potčinjavanja išla je toliko daleko da arapski, kojim govori većina Alžiraca, nije bio dopušten kao službeni jezik u obrazovnim ustanovama niti su ga djeca mogla učiti u školama. Domaća proizvodnja neprestano je nazadovala zbog monopola Europljana. Ibn Haldun je procijenio da je alžirsko tkalačko središte u Tlemsenu u 14. stoljeću imalo oko 4 000 ručnih razboja. Sredinom 19. stoljeća, nakon francuske okupacije, bilo ih je samo 500, a 1954. godine u Tlemsenu moglo se nabrojiti točno 105 razboja!
Europski osvajači postavljali su svoje marionete kao poglavice u kolonijama. "Postavljeni kao glavari sela, oni su zapravo teret pučanstvu koje mora uzdržavati te ljude, njihovu omiljenu ženu, mlađega brata, slugu i konjušara, ljude sklone lagodnu životu koji zahtijevaju dobru kuhinju i pile za svaki obrok", pišu Francuzi. Samori Turay, koji je branio zapadni Sudan od Francuza, pokrenuo je 1890-ih proizvodnju vatrenog oružja. Navodno je zapošljavala 300-400 kovača koji su mogli proizvesti 12 pušaka i 200-300 metaka tjedno. Te su puške, iako glatke cijevi sa zavojnicama blizu ušća, imale po mišljenju jednoga francuskoga vojnog stručnjaka "zatvarač koji je dobro funkcionirao". Golemo prostranstvo Francuske Ekvatorske Afrike (današnji Čad, Gabon, Srednjoafrička Republika i Kongo) razdijeljeno je 1900. među 40 francuskih tvrtki koje su stekle pravo na 30 godina korištenja (bezobzirne pljačke). Proizvode su skupljali Afrikanci koji su jedino dovoljnim količinama gume, bjelokosti i druge robe mogli skupiti novac za glavarinu koju su morali platiti ne žele li na izravan prisilni rad. Za izgradnju željezničke pruge do atlantske obale koja se gradila u južnim dijelovima nezamislivih kongoanskih prostranstava od 1921. do 1932. unovačeno je 127 250 muškaraca od kojih je više od 14 000 nestalo. Coquery-Vidrovitcheva tvrdi kako je nestalih bilo oko 20 000. U zapadnoj Africi Francuzi su u Drugom svjetskom ratu unovačili čak 211 000 Afrikanaca, 169 000 ih je sudjelovalo u žestokim bitkama u južnoj Francuskoj, a službeno je objavljeno da ih je 24 762 ubijeno pri čemu se ništa ne govori o mnoštvu onih o čijoj se sudbini ništa ne zna. Nitko se nikad nije ni najmanje potrudio isplatiti odštetu obiteljima poginulih. Kraljevsko povjerenstvo za istočnu Afriku 1955. godine zamjećuje: "Zla koja proistječu iz nepostojanja obiteljskog života, pijanstvo, prostitucija i spolne bolesti umnažaju se u gradovima s velikom afričkom populacijom". Europljani pogoduju kaosu pošto npr. federacija francuskih zapadnoafričkih kolonija 1951. uvozi 15 puta više žestokih pića nego trinaest godina ranije. Sve do 1965. bilo je u crnoj Africi oko 20 000 francuskih vojnika, a i nakon toga bivša je metropola utjecala na mnoge gospodarske i budžetske odluke odnedavno neovisnih zemalja, a neke je i izravno nadzirala.
Pri gušenju domorodačkog ustanka na Madagaskaru 1947. godine ubijeno je oko 80 000 ustanika, iako su Francuzi priznavali samo 11 505 mrtvih. Prema njihovim službenim izvješćima poginulo je u neposrednim sukobima 4 928, a ostali su pobjegli u džunglu kako bi se sakrili, te tamo nestali ili pomrli od gladi ili tjelesne iznurenosti.

## Francuske kolonije u zadnjih 500 godina
(1. - teritorij je bio dio 1. francuskog kolonijalnog imperija
2. - teritorij je bio dio 2. francuskog kolonijalnog imperija
sad - teritorij je i danas dio Francuske Republike)

### Sjeverna Amerika
- Kanada (veći dio istočne i centralne Kanade) -- 1.
- Saint-Pierre i Miquelon -- 1, 2. & sada
- SAD (cijeli bazen rijeka Mississippi i Missouri, Velika jezera) -- 1.

### Karibi
- Angvila (kratko) -- 1.
- Antigva i Barbuda (kratko) -- 1.
- Dominika -- 1.
- Dominikanska republika -- 1.
- Grenada -- 1.
- Guadeloupe -- 1, 2. i sada
- Haiti -- 1.
- Martinique -- 1, 2. i sada
- Montserrat (kratko) -- 1.
- Saint Martin (samo sjeverni dio) -- 1, 2. i sada
- Saint Barthélemy -- 1, 2. i sada
- Sveta Lucija -- 1.
- Sveti Vincent i Grenadini -- 1.
- Sint Eustatius (kratko) -- 1.
- Sveti Kristofor i Nevis (St Kitts, ali ne Nevis) -- 1.
- Trinidad i Tobago (samo Tobago) -- 1.
- Američki Djevičanski otoci (samo Saint Croix) -- 1.

### Južna Amerika
- Brazil (Rio de Janeiro kratko i São Luís kratko) -- 1.

(v. France Antarctique i France Équinoxiale)
- Francuska Gvajana -- 1, 2. i sada

### Sjeverna Afrika
- Maroko (89% Maroka) -- 2.
- Alžir -- 2.
- Tunis -- 2.

### Subsaharska Afrika
- Benin -- 2.
- Burkina Faso -- 2.
- Kamerun (91% Kameruna) -- 2.
- Srednjoafrička Republika -- 2.
- Côte d'Ivoire -- 2.
- Čad -- 2.
- Republika Kongo -- 2.
- Gabon -- 2.
- Gvineja -- 2.
- Mali -- 2.
- Mauritanija -- 2.
- Niger -- 2.
- Senegal -- 1. & 2.
- Togo -- 2.

### Crveno more
- Džibuti -- 2.
- Jemen (poluotok Cheik-Saïd) -- 2.

### Indijski ocean
- Komori -- 2.
- Madagaskar -- 2.
- Mauricijus -- 1.
- Mayotte - 2. i sada
- Réunion -- 1, 2. i sada
- Francuska Polinezija - 2. i sada
- Sejšeli -- 1.
- Tanzanija (Zanzibar, kratko) -- 2.

### Srednji istok
- Libanon -- 2.
- Sirija -- 2.
- Teritoriji Osmanskog carstva (Sandžak Alexandretta, sada zvan pokrajina Hatay) -- 2.

### Južna Azija
- Indija
  - polovica Indije (Francuska Indija)-- 1.
  - samo Pondicherry, Karikal, Yanaon, Mahé i Chandernagore -- 2.

### Istočna Azija
- Kambodža - 2.
- Kina
  - Kwang-Chou-Wan (廣州灣) iznajmljena teritorija,današnji grad Zhanjiang u provinciji (Guangdong) -- 2.
  - francuska naselja (koncesije) u Šangaju, Guangzhou, Tianjinu i Hankou -- 2.
  - francuske zone uticaja službeno priznate od Kine nad provincijama Yunnan, Guangxi, Hainan i Guangdong -- 2.
- Laos - 2.
- Vijetnam - 2.

### Oceanija
- Otok Clipperton - 2. i sada
- Nova Kaledonija -- 2. i sada
- Francuska Polinezija -- 2. i sada
- Vanuatu (kondominij zajedno s Britanskim imperijem) -- 2.
- Wallis i Futuna -- 2. i sada

### Antarktika
- Francuski južni i antarktički teritoriji -- 2. i sada

### Territorije gdje je francuska kolonizacija zaustavljena
Ovo su zemlje u kojima je Francuska imala ekonomske i političke interese ali ih nije uspjela uključiti u svoj imperij, uglavnom zbog britanskog protivljenja.
- Tajland
- Egipat
- Indija
- Sudan
- Etiopija
- Palestina
- sjeverni Irak (naftna polja Mosula i Kirkuka)
- Tanger
- Novi Zeland- Francuzi su ustanovili koloniji u Akaroi na poluotoku Banks na Južnom Otoku, ali su planovi širenja zaustavili dolaskom britanskog broda HMS Britomarta nekoliko dana prije nego što su tamo poslani francuski brodovi.